# Fuge
Fuge is een bestuurslaag in het regentschap Nias Selatan van de provincie Noord-Sumatra, Indonesië. Fuge telt 364 inwoners (volkstelling 2010).